# Esmond Knight
Esmond Knight, född 4 maj 1906 i East Sheen, Surrey, England, död 23 februari 1987 i London, England, var en brittisk skådespelare. Han var helt blind på ett öga sedan en olyckshändelse ombord på slagskeppet HMS Prince of Wales (53) 1941. Detta var inget som hindrade honom från att därefter medverka i många brittiska filmer och TV-produktioner under flera decennier.
Han är far till skådespelaren Rosalind Knight.

## Filmografi, urval
- 1940 – Storstad i mörker
- 1944 – Henrik V
- 1944 – Mellan två världar
- 1947 – Svart narcissus
- 1948 – De röda skorna
- 1948 – Hamlet
- 1951 – Floden
- 1955 – Richard III
- 1957 – Prinsen och balettflickan
- 1960 – Sänk Bismarck!
- 1965 – Spionen som kom in från kylan
- 1969 – De tusen dagarnas drottning
- 1976 – Robin Hood – äventyrens man